# 20535 Marshburrows
A 20535 Marshburrows (ideiglenes jelöléssel 1999 RV74) a Naprendszer kisbolygóövében található aszteroida. A LINEAR projekt keretében fedezték fel 1999. szeptember 7-én.